# Rakowice (powiat bolesławiecki)
Rakowice (niem. Rothlach) – wieś w Polsce położona w województwie dolnośląskim, w powiecie bolesławieckim, w gminie Bolesławiec, na pograniczu Pogórza Kaczawskiego w Sudetach i Niziny Śląskiej. W latach 1975–1998 miejscowość położona była w województwie jeleniogórskim.

## Zabytki
Do wojewódzkiego rejestru zabytków wpisane są:
- park pałacowy z XVIII-XIX w.
- oficyna mieszkalna nr 55a, k. XVIII, XIX/XX w.